# CDemu
CDemu是一个软件套件，旨在在Linux系统下提供模拟光盘驱动器和光盘（包括CD和DVD）。
CDEmu 包括:
- 一个内核模块实现的虚拟的SCSI主机总线适配器,
- libmirage--一个解释光盘镜像的软件库,
- 一个模拟SCSI主机总线适配器的守护进程,
- 有文本模式和GTK客户端来控制模拟器.

由CDemu的光驱可以在Linux系统下挂载。允许自动挂载。

## 历史
CDemu 最初是一群朋友当作挂载.CUE/.BIN 文件的Mplayer的补丁来设计。当补丁完成时，他们发现他们简单的写了一个内核补丁。
CDemu 原本叫做 Virtual CD,但是那已经是一个商标了,而且商标拥有者要求他们不要使用这个名字。
2007年6月,CDemu 0.8 的开发停止，由另一个重写的项目取代。由Rok Mandeljc做了这次的大部分的工作。新版本的CDEmu趋向于尽可能的在用户态做大多数的事情。2008年6月，它已经基本稳定。

## 状态
CDEmu 1.2.0支持以下光盘镜像:
- Nero Burning ROM's .nrg format,
- DiscJuggler's .cdi format,
- Clone CD's .ccd/.sub/.img,
- CDRWin's .cue/.bin format,
- ISO-9660 .iso format,
- cdrdao's .toc format,
- Blindwrite .b6t format,
- Alcohol 120% .mds format,
- Easy CD Creator .cif format,
- Roxio / WinOnCD .c2d format,
- PowerISO .daa format.

支持大部分的MMC-3, 这意味着足够模拟一个SCSI光驱。
CDemu 支持 CD子轨道, CD-Text, ISRC， MCNs，ECC/EDC和DPM/RMPS. 也有限支持对加密压缩的镜像。
开发人员正在努力支持更多的主要格式，他们鼓励用户为此提交补丁。